# Pectobacterium carotovorum
Pectobacterium carotovorum là tên của một loài vi khuẩn thuộc chi Pectobacterium, thuộc họ Enterobacteriaceae. Bên cạnh đó, loài này từng thuộc chi Erwinia.
Loài vi khuẩn này gây bệnh lí trên thực vật và những phạm vi vật chủ của chúng thì rất đa dạng, bao gồm cả những loài cây có tầm quan trọng về nông nghiệp và khoa học. Nó tiết ra một loại enzyme tên là pectolytic khiến cho pectin ở giữa mỗi tế bào bị thủy phân. Do đó, các tế bào bị chia cắt với nhau khiến cho rễ bị tổn hại. Rõ ràng nhất là ở trên củ cải đường, nó làm cho các mạch của nó bị chết hoại và gây bên "chân đen" (tiếng Anh:blackleg) trên khoai tây và nhiều loài cây nông nghiệp khác (vì thế nó mới có tên là carotovorum, nghĩa là "kẻ ăn cà rốt") cũng như là gây ra bệnh hóa nhầy trên các loài cây thân gỗ.
Do có mặt ở khắp mọi nơi nên phạm vi vật chủ của nó cũng rất lớn (cà rốt, khoai tây, cà chua, bí cùng các loài thuộc họ bí, hành, tiêu xanh, tử linh lan và nhiều loài cây khác), và có thể nói là nó gần như xâm nhập vào mô của bất kì loài cây nào mà nó gặp phải. Người ta thường dùng thuật ngữ "vi khuẩn làm mục nát" (tiếng Anh:bacterial soft rot) khi chúng làm hư rau củ, dù có thể là những loài vi khuẩn khác không phải chúng tác động đến. Tuy nhiên, nhiều loài cây có thể ngăn cản sự tấn công của chúng và phục hồi trở lại nếu như không bị thương trước đó và chưa lành. Độ ẩm cao và nhiệt độ quanh 30 °C là điều kiện lí tưởng để chúng sinh sôi.